# Реваль (гмина)
Реваль (пол. Rewal) — сельская гмина (волость) в Польше, входит как административная единица в Грыфицкий повет, Западно-Поморское воеводство, на Балтийском побережье. Население — 3795 человека (на 2013 год).

## Климат
Реваль расположена в зоне морского климата, находящегося под влиянием атлантических воздушных масс, притекающих с западных направлений, и непосредственно под влиянием Балтийского моря. Температура воздуха напрямую связана с солнечным светом. Среднегодовая температура воздуха составляет 7,5-8,0°С, положительные температуры сохраняются в течение 10 месяцев, кроме января и февраля. Самые теплые месяцы — июль (средняя температура 17,0 °С) и август (средняя температура 16,8 °С). Годовая амплитуда температуры воздуха составляет 17,7°С. Средняя температура вегетационного периода (апрель - сентябрь) 13,3°С. Средняя температура курортного сезона (июнь - сентябрь) составляет 15,7 °С. Зима (температура ниже 0,0°С) относительно короткая и длится в среднем 40 дней с небольшим количеством дней со снежным покровом.

## Достопримечательности
Приморская узкоколейная железная дорога - одна из 3-х узкоколейных дорог в Польше.
Сибирский сквер - памятник в честь ссыльных в Сибирь.
Памятник Тшенсаче - памятник в честь множества погибших от немцев во Вторую Мировую войну.
Неоготическая церковь Тшенсач - костел построена в 1880 году.
Смотровая площадка - построена в 2009 году, с нее можно наблюдать пляж Реваля.

## Фотографии

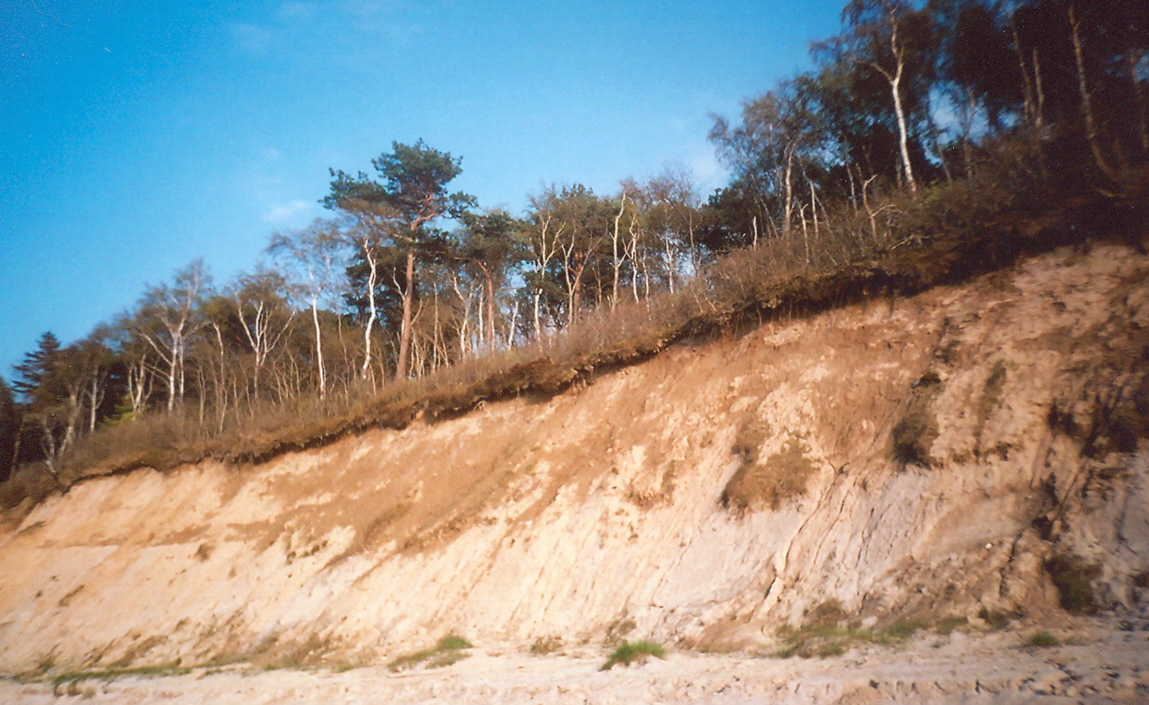
Клиф — Рэваль
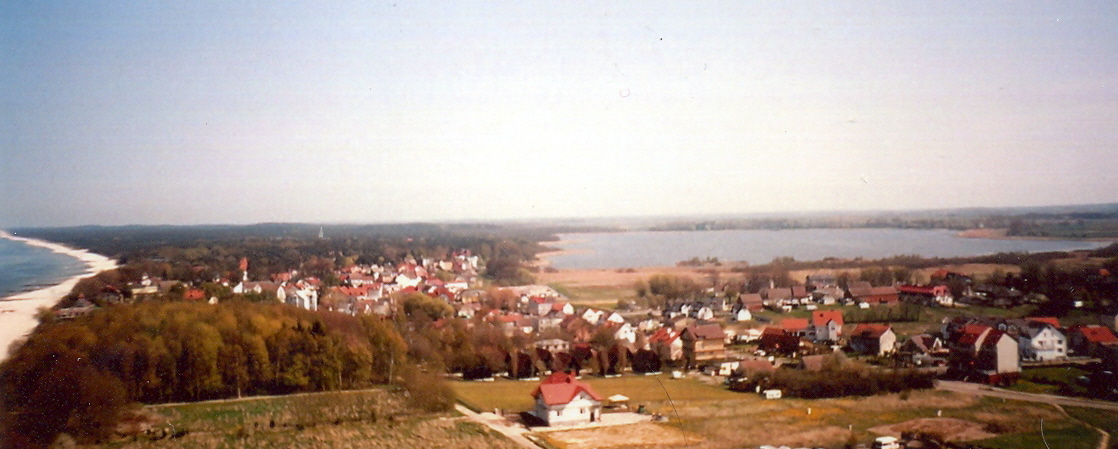
Костёл
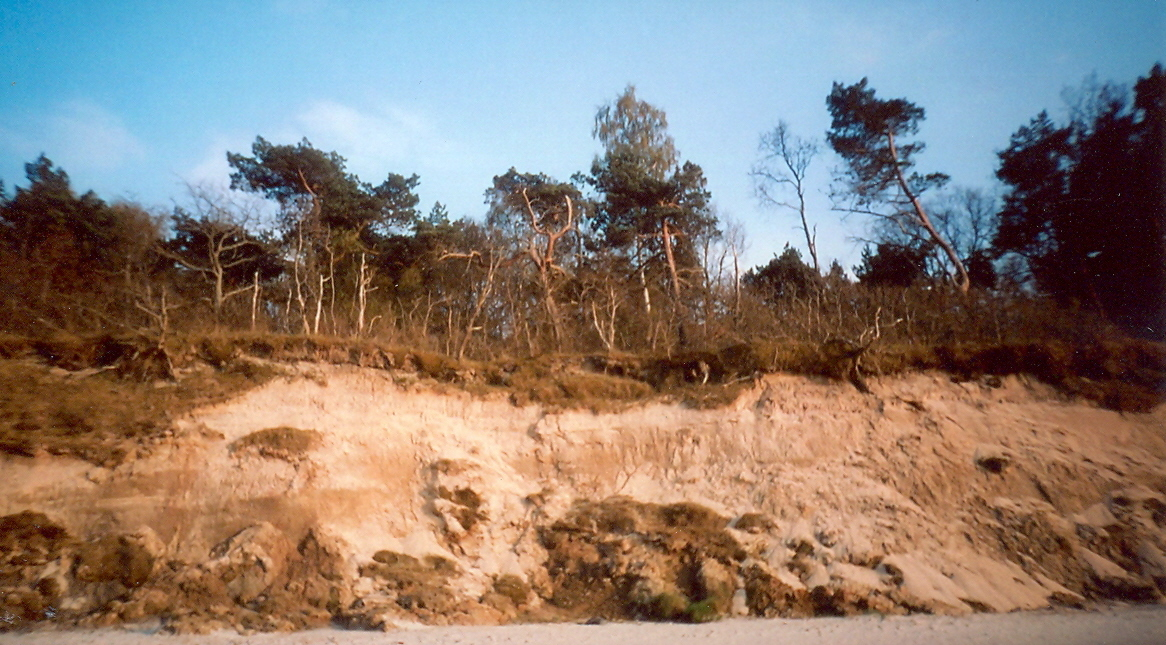
Леса на клифе — Нехоже
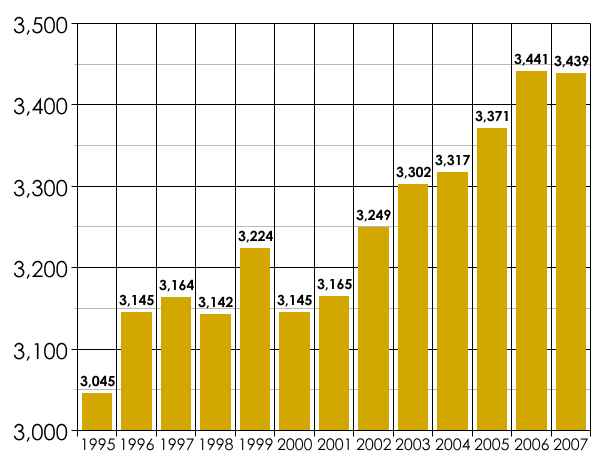
Демография — Рэваль
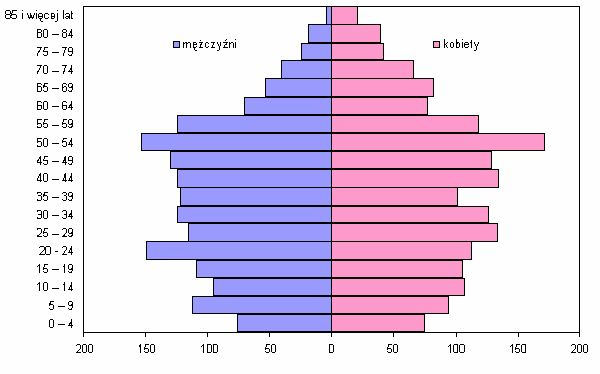
Демография — Рэваль
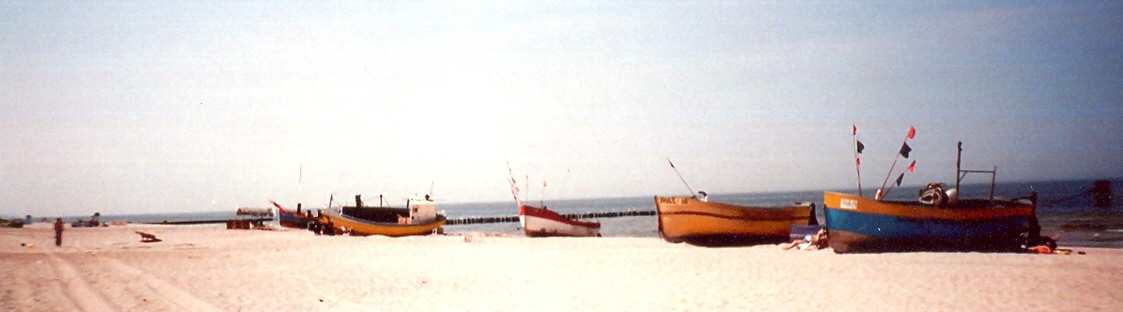
Рыбачий порт — Рэваль
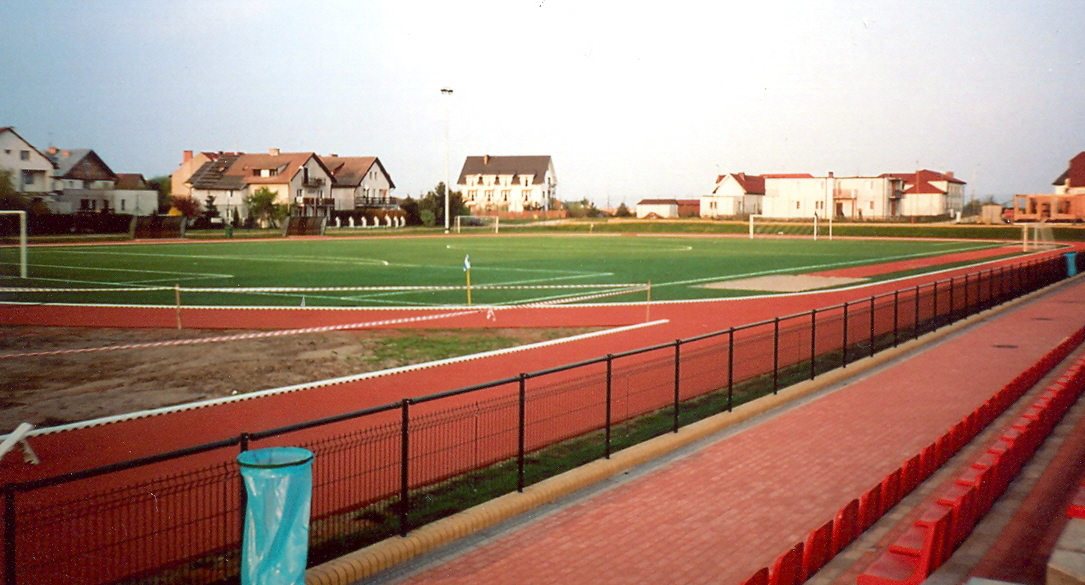
Спортивный стадион — Рэваль
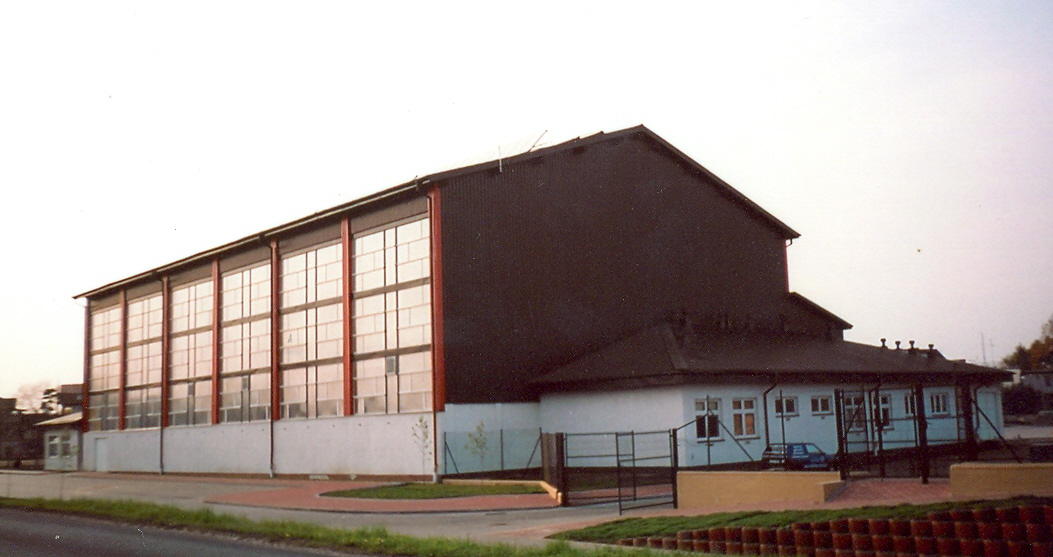
Манеж — Рэваль